# Metsänpeitto
Metsänpeitto (lit. coberta del bosc) és un lloc o un fenomen que es troba al folklore finlandès. S'utilitza per descriure persones o animals domèstics que van desaparèixer a la natura per motius inexplicables.
Es va descriure que les persones "cobertes pel bosc" no podien reconèixer el terreny que els envoltava, fins i tot si es trobaven en terrenys coneguts. En altres casos, podrien haver caminat sense parar per un terreny desconegut, o quedar-se completament paralitzats, incapaços de moure's o parlar. També era habitual el silenci antinatural sense els sons de la natura.
Es va descriure que les persones o animals sota la influència del fenomen esdevenen completament invisibles per a altres persones o semblaven part de la natura que els envoltava, com una roca. En una història, un home feia dies que buscava una vaca desapareguda. Quan finalment es va rendir i va tornar a la seva feina, la primera soca d'arbre que va colpejar amb la destral es va transformar de nou en la seva vaca.
La causa darrere de metsänpeitto s'atribuïa generalment als maahinens, que eren petites criatures humanoides que vivien sota terra (normalment traduïts com "gnoms"). Algunes persones van aconseguir alliberar-se del metsänpeitto pels seus propis mitjans, per exemple, girant la jaqueta al revés, canviant les sabates als peus equivocats o mirant el món cap per avall a través de les seves pròpies cames. Això va ser a causa de la idea que tot anava al revés a les terres dels maahinens. Alguns van ser alliberats aparentment sense motiu, d'altres només després de ser buscats per un xaman. Alguns no es van tornar a veure mai més.
Es podria salvar el bestiar de Metsänpeitto amb un encanteri originari de la ciutat de Kuhmo, demanant al bosc que els deixés tornar.
Metsänpeitto s'assembla molt a "kamikakushi", del folklore japonès.